# Гневково (гмина)
Гневково (пол. Gniewkowo) — гмина (волость) в Польше, входит как административная единица в Иновроцлавский повет, Куявско-Поморское воеводство. Население — 14 782 человека (на 2004 год).

## Состав гмины
В состав гмины входит город Гневково, а также 23 солецтва:
1. Бомболин
2. Вежбичаны
3. Вежхославице
4. Велёвесь
5. Венцлавице
6. Годземба
7. Гонски
8. Жырославице
9. Заезеже
10. Кавенчин
11. Качково
12. Киево
13. Клепары
14. Липе
15. Марково
16. Мужинко
17. Мужинно
18. Острово
19. Перково
20. Скальмеровице
21. Сухатувка
22. Шадловице
23. Шпиталь

Кроме того в состав гмины входят населённые пункты Бранно, Бучково, Хшонстово, Домблин, Кемпа-Куявска, Важин не имеющие статуса солецтв.

## Соседние гмины
1. Гмина Александрув-Куявски
2. Гмина Домброва-Бискупя
3. Гмина Иновроцлав
4. Гмина Роево
5. Гмина Велька-Нешавка